# Progomphus obscurus
Progomphus obscurus är en trollsländeart som först beskrevs av Jules Pièrre Rambur 1842.  Progomphus obscurus ingår i släktet Progomphus och familjen flodtrollsländor. Inga underarter finns listade i Catalogue of Life.